# 石门水库 (泌阳)
石门水库是中国河南省驻马店市泌阳县境内的一座水库，位于泌阳河上，建于1960年。水库正常库容为895万立方米，集雨面积为45平方千米，海拔为182米。